# Sant German (Ardecha)
Sant German (en francès Saint-Germain) és un municipi francès situat al departament de l'Ardecha i a la regió d'Alvèrnia-Roine-Alps. L'any 2007 tenia 613 habitants.

## Demografia

### Població
El 2007 la població de fet de Saint-Germain era de 613 persones. Hi havia 229 famílies de les quals 47 eren unipersonals (17 homes vivint sols i 30 dones vivint soles), 68 parelles sense fills, 101 parelles amb fills i 13 famílies monoparentals amb fills.
La població ha evolucionat segons el següent gràfic:
Habitants censats

### Habitatges
El 2007 hi havia 310 habitatges, 236 eren l'habitatge principal de la família, 63 eren segones residències i 11 estaven desocupats. 284 eren cases i 26 eren apartaments. Dels 236 habitatges principals, 180 estaven ocupats pels seus propietaris, 47 estaven llogats i ocupats pels llogaters i 8 estaven cedits a títol gratuït; 2 tenien una cambra, 6 en tenien dues, 27 en tenien tres, 73 en tenien quatre i 128 en tenien cinc o més. 195 habitatges disposaven pel capbaix d'una plaça de pàrquing. A 99 habitatges hi havia un automòbil i a 129 n'hi havia dos o més.

### Piràmide de població
La piràmide de població per edats i sexe el 2009 era:
| Homes | Edats   | Dones |
| ----- | ------- | ----- |
| 0     | 95 o +  | 0     |
| 0     | 90 a 94 | 0     |
| 0     | 85 a 89 | 4     |
| 4     | 80 a 84 | 4     |
| 4     | 75 a 79 | 16    |
| 12    | 70 a 74 | 12    |
| 0     | 65 a 69 | 8     |
| 8     | 60 a 64 | 8     |
| 8     | 55 a 59 | 8     |
| 16    | 50 a 54 | 12    |
| 24    | 45 a 49 | 24    |
| 20    | 40 a 44 | 20    |
| 28    | 35 a 39 | 40    |
| 16    | 30 a 34 | 8     |
| 8     | 25 a 29 | 16    |
| 8     | 20 a 24 | 4     |
| 16    | 15 a 19 | 36    |
| 32    | 10 a 14 | 12    |
| 12    | 5 a 9   | 16    |
| 24    | 0 a 4   | 20    |

## Economia
El 2007 la població en edat de treballar era de 413 persones, 304 eren actives i 109 eren inactives. De les 304 persones actives 266 estaven ocupades (145 homes i 121 dones) i 39 estaven aturades (17 homes i 22 dones). De les 109 persones inactives 31 estaven jubilades, 37 estaven estudiant i 41 estaven classificades com a «altres inactius».

### Ingressos
El 2009 a Saint-Germain hi havia 225 unitats fiscals que integraven 569 persones, la mediana anual d'ingressos fiscals per persona era de 16.998 €.

### Activitats econòmiques
Dels 32 establiments que hi havia el 2007, 1 era d'una empresa de fabricació de material elèctric, 12 d'empreses de construcció, 10 d'empreses de comerç i reparació d'automòbils, 2 d'empreses d'hostatgeria i restauració, 5 d'empreses de serveis, 1 d'una entitat de l'administració pública i 1 d'una empresa classificada com a «altres activitats de serveis».
Dels 10 establiments de servei als particulars que hi havia el 2009, 1 era un taller de reparació d'automòbils i de material agrícola, 4 paletes, 1 guixaire pintor, 2 fusteries, 1 lampisteria i 1 empresa de construcció.
L'únic establiment comercial que hi havia el 2009 era una botiga de material esportiu.
L'any 2000 a Saint-Germain hi havia 15 explotacions agrícoles que ocupaven un total de 160 hectàrees.

## Equipaments sanitaris i escolars
El 2009 hi havia una escola elemental.

## Poblacions properes
El següent diagrama mostra les poblacions més properes.